# Lepashe
Lepashe – wieś w Botswanie w dystrykcie Central. Według spisu ludności z 2011 roku wieś liczyła 544 mieszkańców.